# بلن فونس
بلن فونِس (کاتالونیایی: Belén Funes؛ زادهٔ ۱۹۸۴) کارگردان فیلم و فیلم‌نامه‌نویس اهل اسپانیا است. او دانش‌آموختهٔ رشتهٔ فیلم‌سازی در «مدرسه سینما و علوم سمعی-بصری کاتالونیا» است. او در سال ۲۰۱۹ برندهٔ جایزهٔ گویای بهترین کارگردان جدید و در سال ۲۰۲۰ برندهٔ جایزه گائودی بهترین کارگردانی شد.